# Robin Mertens
Pour les articles homonymes, voir Mertens.
Robin Mertens, né le 8 novembre 1991 à Zandhoven, est un sprinteur coureur cycliste belge, membre de l'équipe Huban-Titan Cargo.

## Biographie
En 2016, Robin Mertens évolue au sein de l'équipe continentale Veranclassic-Ago. Au cours de l'année, il s'impose à cinq reprises lors d'épreuves régionales belges, à Zepperen, Puurs, Tremelo, Grandglise et Templeuve.
À la suite de la disparition de Veranclassic-Ago, il décide de rejoindre le club Prorace en 2017.cette saison, il était l'un des sprinteurs les plus rapides de Belgique.il a marqué cette saison avec 11 victoires et 30 podiums. Au mois d'avril, il est sixième de la course d'attente du Grand Prix de l'Escaut, organisée à Schoten, puis second trois jours plus tard de La Gainsbarre. En mai, il s'adjuge deux étapes du Tour du Loiret, épreuve dont il prend la sixième place du classement général.

## Palmarès
- 2015
  - 3e étape du Tour du Piémont Vosgien
  - Sinksenkoers Averbode
- 2016
  - 2e du championnat de Belgique du contre-la-montre par équipes
- 2017
  - 1re et 4e étapes du Tour du Loiret
  - 5e étape du Tour du Brabant flamand
  - 2e de La Gainsbarre
  - 2e du Grand Prix de la ville de Vilvorde
- 2019
  - 5e étape du Tour du Brabant flamand